# Hanuszów
Hanuszów [xaˈnuʂuf] (en alemán: Hannsdorf) es un pueblo ubicado en el distrito administrativo de Gmina Nysa, dentro del Condado de Nysa, Voivodato de Opole, en el sur de Polonia occidental. Se encuentra aproximadamente a 6 kilómetros al norte de Nysa y a 45 kilómetros al oeste de la capital regional Opole.
Antes de 1945, el área fue parte de Alemania.